# Gymnotus pantherinus
Gymnotus pantherinus és una espècie de peix pertanyent a la família dels gimnòtids.

## Descripció
- Fa 13,4 cm de llargària màxima.[6]

## Hàbitat
És un peix d'aigua dolça, bentopelàgic i de clima tropical.

## Distribució geogràfica
Es troba a Sud-amèrica: conques costaneres del sud-est del Brasil.

## Observacions
És inofensiu per als humans.